# Saint-Sauveur-la-Sagne
Saint-Sauveur-la-Sagne ist eine französische Gemeinde mit 83 Einwohnern (Stand 1. Januar 2022) im Département Puy-de-Dôme in der Region Auvergne-Rhône-Alpes (vor 2016 Auvergne). Sie gehört zum Arrondissement Ambert und zum Kanton Ambert (bis 2015 Arlanc).

## Geographie
Saint-Sauveur-la-Sagne liegt etwa 60 Kilometer südöstlich von Clermont-Ferrand und etwa 56 Kilometer westsüdwestlich von Saint-Étienne im Regionalen Naturpark Livradois-Forez am Dore. Umgeben wird Saint-Sauveur-la-Sagne von den Nachbargemeinden Novacelles im Norden, Mayres im Osten, La Chapelle-Geneste im Süden, Saint-Alyre-d’Arlanc im Süden und Westen sowie Doranges im Westen.

## Bevölkerungsentwicklung
| Jahr                       | 1962 | 1968 | 1975 | 1982 | 1990 | 1999 | 2006 | 2013 |
| Einwohner                  | 202  | 194  | 156  | 139  | 111  | 111  | 110  | 105  |
| Quellen: Cassini und INSEE |      |      |      |      |      |      |      |      |

## Sehenswürdigkeiten
- Kirche Saint-Sauveur